# Peter Goldreich

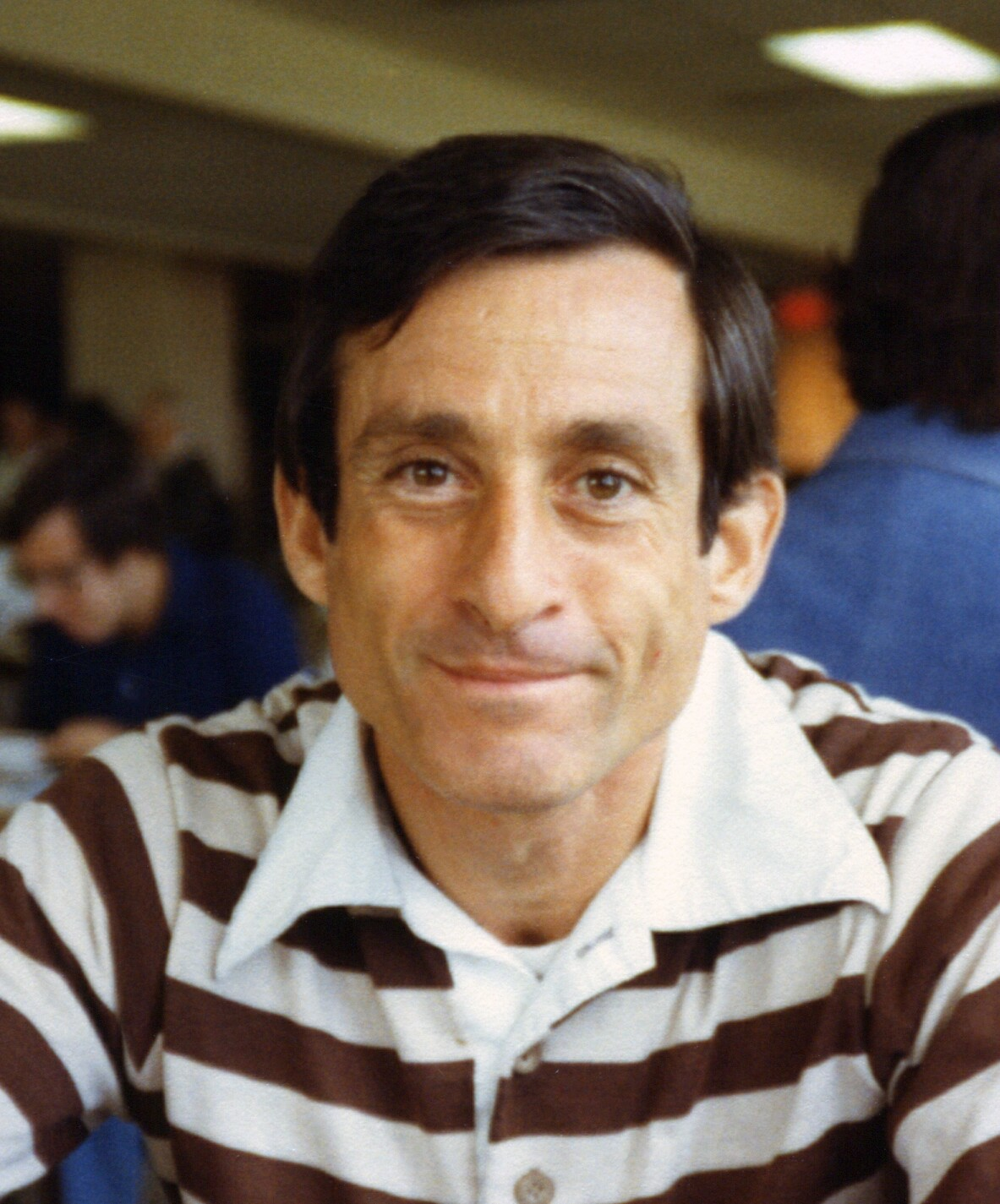
Peter Goldreich

Peter Martin Goldreich (* 14. Juli 1939 in New York City) ist ein US-amerikanischer Astrophysiker.

## Leben
Goldreich erwarb den Doktor in Physik 1963 an der Cornell University. Nach einem Aufenthalt an der Universität Cambridge wurde er 1964 Assistenzprofessor an der University of California, Los Angeles. 1966 wechselte er ans California Institute of Technology, wo er bis zu seiner Emeritierung 2003 Professor war. Danach schloss er sich dem Institute for Advanced Study in Princeton an.
Goldreichs theoretische Arbeiten umspannen viele Themen, darunter Planeten und ihre Ringe, die Dynamik von Galaxien, astrophysikalische Maser, das interstellare Medium, Pulsare und Helioseismologie.

## Ehrungen
- 1968 Sloan Research Fellowship
- 1972 Wahl zum Mitglied der National Academy of Sciences
- 1973 Wahl zum Mitglied der American Academy of Arts and Sciences
- 1979 Henry Norris Russell Lectureship
- 1985 Chapman-Medaille
- 1993 Goldmedaille der Royal Astronomical Society
- 1995 National Medal of Science
- 2006 Grande médaille de l’Académie des sciences
- 2007 Shaw Prize für sein Lebenswerk in theoretischer Astrophysik und Planetenwissenschaft
- Der Asteroid 3805 Goldreich wurde nach ihm benannt.[1]